# Антонина Жабинска
Антонина Марија Жабинска (Санкт Петербург, 18. јул 1908 – Варшава, 19. март 1971), била је пољска књижевница руског порекла. Упамћена је, заједно са својим супругом Јаном Жабинским, директором Варшавског зоолошког врта, по организованом спашавању Јевреја из Варшавског гета током Другог светског рата. Антонина и Јан Жабински су 1965. добили награду Праведник међу народима.

## Биографија
Антонина Жабински рођена је 1908. године у Санкт Петербургу као Антонина Марија Ердман. Била је ћерка Антонија Ердмана, инжењера на железници. Њена мајка Марија (рођена Биједункович) умрла је када је Антонина још била дете, а оца су јој убили бољшевици. О Антонини се бринула њена тетка са којом је живела у Ташкенту. Године 1923. Антонина је отишла у Варшаву, где је студирала стране језике, цртање и сликање. По завршетку студија запослила се као архивиста на Варшавском универзитету природних наука. У Варшави је упознала и свог супруга Јана Жабинског, директора Варшавског зоолошког врта. Породица је живела у кући која се налазила у самом врту, што им је и омогућило да током немачке окупације из Варшавског гета спасу више стотина Јевреја.
Породица Жабински преживела је рат. Антонина је умрла је 1971. године. Сахрањена је на историјском гробљу Повазки у Варшави. Њен супруг Јан надживео ју је три године. Умро је 1974.

## Спашавање Јевреја из Варшавског гета
У септембру 1939. немачке трупе су извршиле инвазију на Пољску, чиме је почео Други светски рат. Град Варшава је претрпео тешке ваздушне нападе и артиљеријско гранатирање, што је изазвало огромна разарања.
У време немачког преузимања Варшаве Јан Жабински био је директор зоолошког врта, а нова нацистичка администрација га је именовала и за управника јавних паркова. Као запосленом у варшавској општинибио му је званично дозвољен улазак у Варшавски гето.
Варшавски гето је основан 1940. године. Антонина и Јан су одмах почели да помажу својим  пријатељима Јеврејима, а затим су одлучили да из гета спасу колико год могу људи. Током немачког ваздушног напада на Варшаву оштећен је и зоолошки врт. Многи кавези су остали празни, а преживеле животиње одведене су на друго место. Жабински су одлучили да искористе ове празне и чисте торове и кавезе као скровишта за Јевреје који беже. Под изговором да проверава стање флоре унутар гета Јан Жабински је ступао у контакт са становницима гета и помагао им да изађу, а затим их привремено скривао у зоолошком врту. Током три године више од 300 Јевреја боравило је у напуштеним кавезима на источној обали реке Висле, где су остајали све док нису нашли уточиште на другом месту. Поред тога, десетак Јевреја било је скривено у приватној кући Жабинских која се налазила у оквиру самог зоолошког врта. У овом опасном подухвату помогао им је њихов малолетни син. У почетку је породица Жабински подухват финансирала из сопствених средстава, а касније је новац добијан преко Жеготе (Савет за помоћ Јеврејима). Већина Јевреја које су Жабински спасили преживела је рат.
Године 1947. Жабински су започели мукотрпан процес обнове свог зоолошког врта. Данас је врт поново отворен, а њихов породични дом претворен је музеј.

## Литерарни рад
Антонина Жабинска углавном је писала књижевност за децу. Писала је приче о животињама, увек из угла самих животиња.
- Њен књижевни првенац била је приповетка "Pamiętnik żyrafy“ ("Жирафини мемоари"), објављена 1934.
- Следећа је приповетка „Jak białowieskie rysice zostały Warszawiankami“ („Како су рисови из Бјаловешке шуме постали становници Варшаве“), објављена 1936. године као први део серијала „Opowieści przyrodnicze“ („Приче о природи“).
- Године 1939. објавила је свој први роман "Dżolly i S-ka" ("Весели и друштво"), који је после рата реиздан под насловом „Z dziejów Warszawskiego Ogrodu Zoologicznego“ („Из историје варшавског зоолошког врта“).
- Прву књигу после рата, „Rysice“ ("Рисови") објавила је 1948.
- После дуже паузе, 1964. изашла је и њена књига „Borsunio“ ("Јазавац").
- Године 1968. објавила је свој дневник "Ludzie i zwierzęta" ("Људи и животиње"), са сећањима на активности током окупације у Другом светском рату.
- Године 1970. објавила је своју последњу књигу, "Nasz dom w zoo" ("Наш дом у зоолошком врту") о Варшавском зоолошком врту.

Дела Антонине Жабинске нису преведена на српски језик.

## Одликовања и почасти
За подршку Јеврејима током Другог светског рата Антонина и Јан Жабински су 1965. добили награду Праведник међу народима У њихову част је 30. октобра 1968. одржана је церемонија садње дрвећа у Јад Вашему.
Године 2007. Дајан Акерман је о овом њиховом подвигу написала роман "The Zookeeper's Wife" ("Жена чувара зоолошког врта"; није преведен на српски језик), базиран на Антонинином дневнику "Ludzie i zwierzęta" ("Људи и животиње"). Према овом роману 2015. године снимљена је истоимена ратна драма о брачном пару Жабински у којој улогу Антонине тумачи америчка глумица Џесика Честејн, а Јана белгијски глумац Јохан Хелденберг.
Антонина Жабинска је 2008. године постхумно одликована Орденом обновљене Пољске.